# روشنایی بزرگ
یک روشنایی بزرگ (به انگلیسی: Grand illumination) یک مراسم در فضای باز است که شامل روشن شدن همزمان چراغ‌ها است. رایج‌ترین شکل مراسم شامل روشن کردن چراغ‌های کریسمس است.